# Włodzimierz Tetmajer

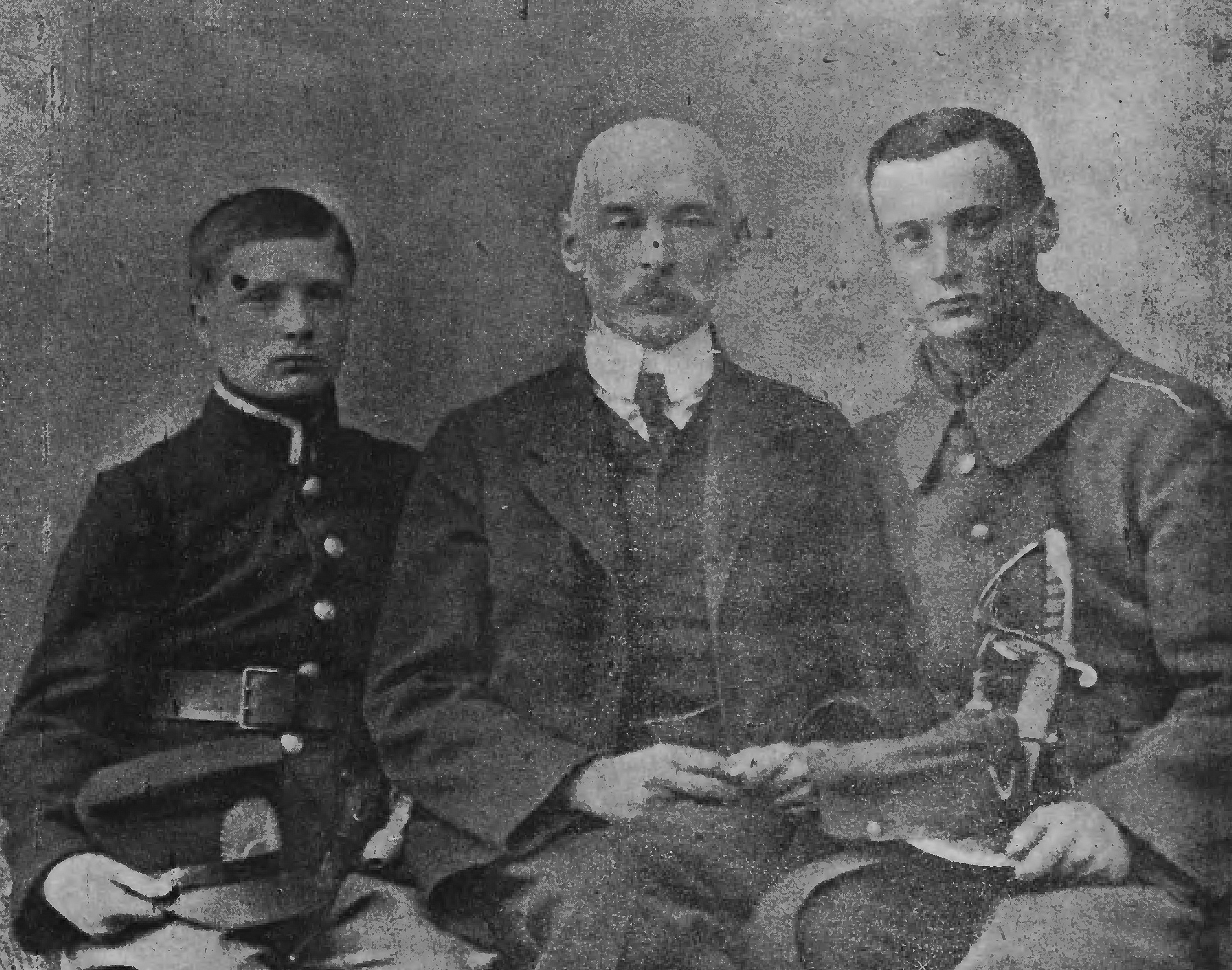
Włodzimierz Tetmajer wraz z synami, w tym Janem Kazimierzem

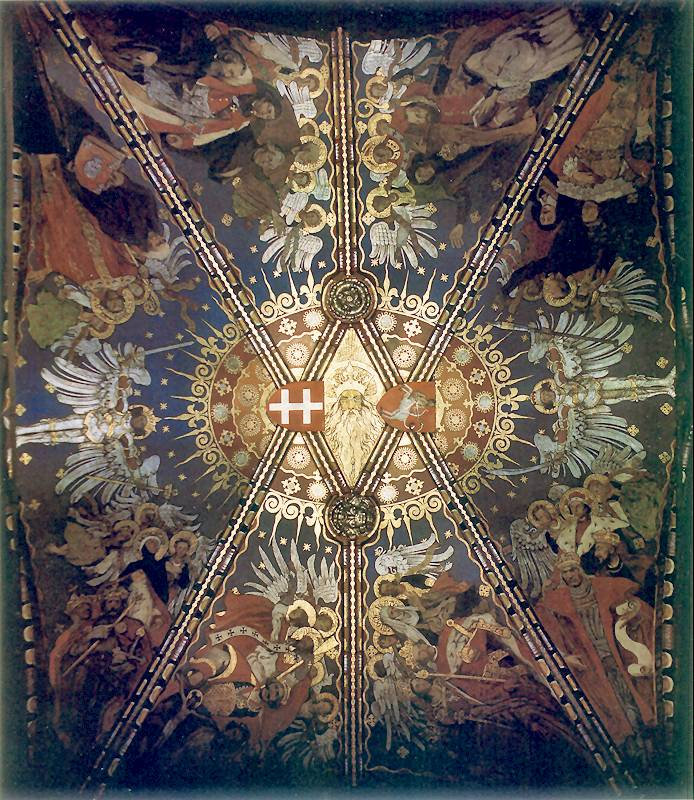
Panteon Wielkich Polaków, polichromia na sklepieniu kaplicy królowej Zofii pw. św. Trójcy, katedra na Wawelu

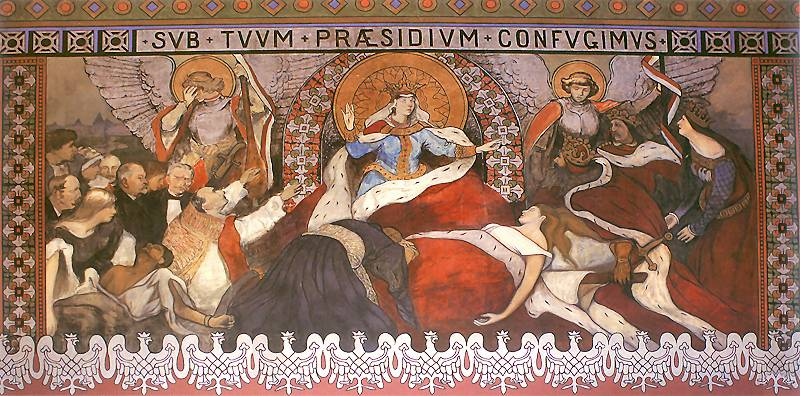
Alegoria Polski umarłej (1909), katedra św. Mikołaja Biskupa w Kaliszu

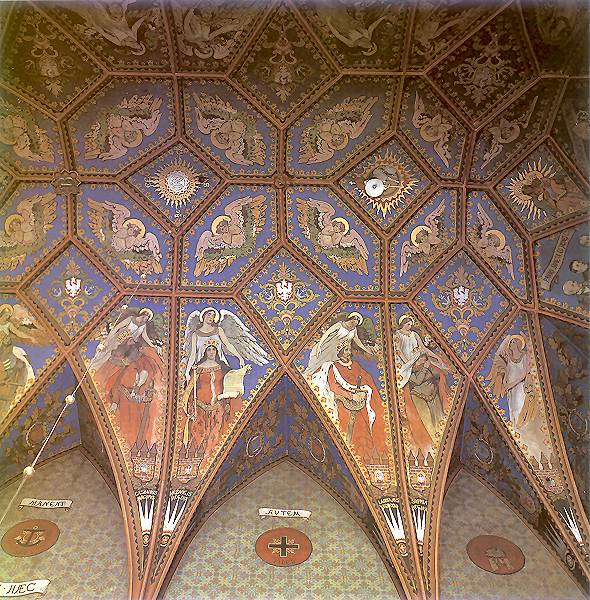
Polichromia na sklepieniu prezbiterium kościoła Bożego Ciała w Bieczu

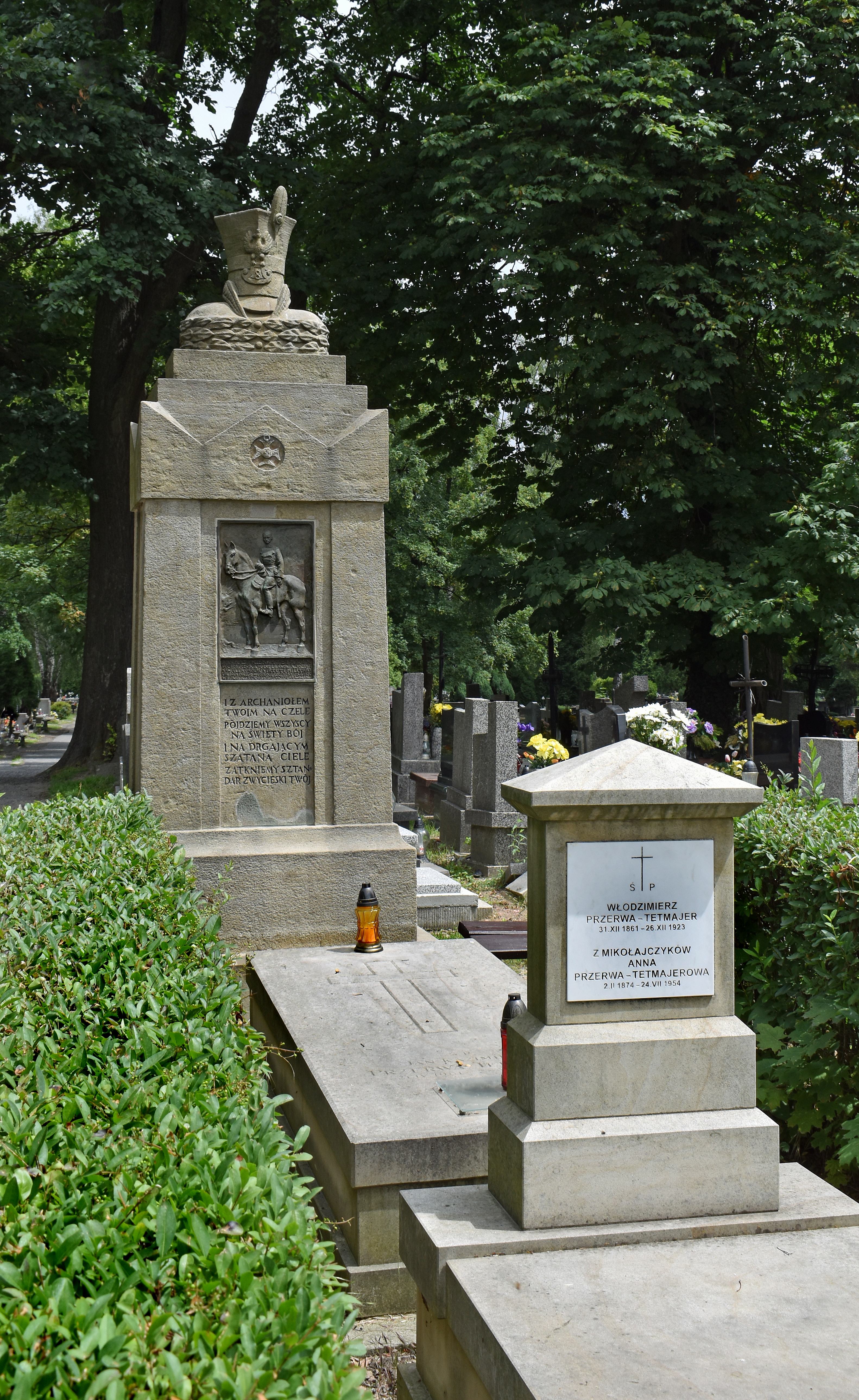
Cmentarz Bronowicki.
Grób Włodzimierza Tetmajera i jego żony Anny oraz grób i pomnik ich syna Jana Kazimierza Przerwy-Tetmajera.

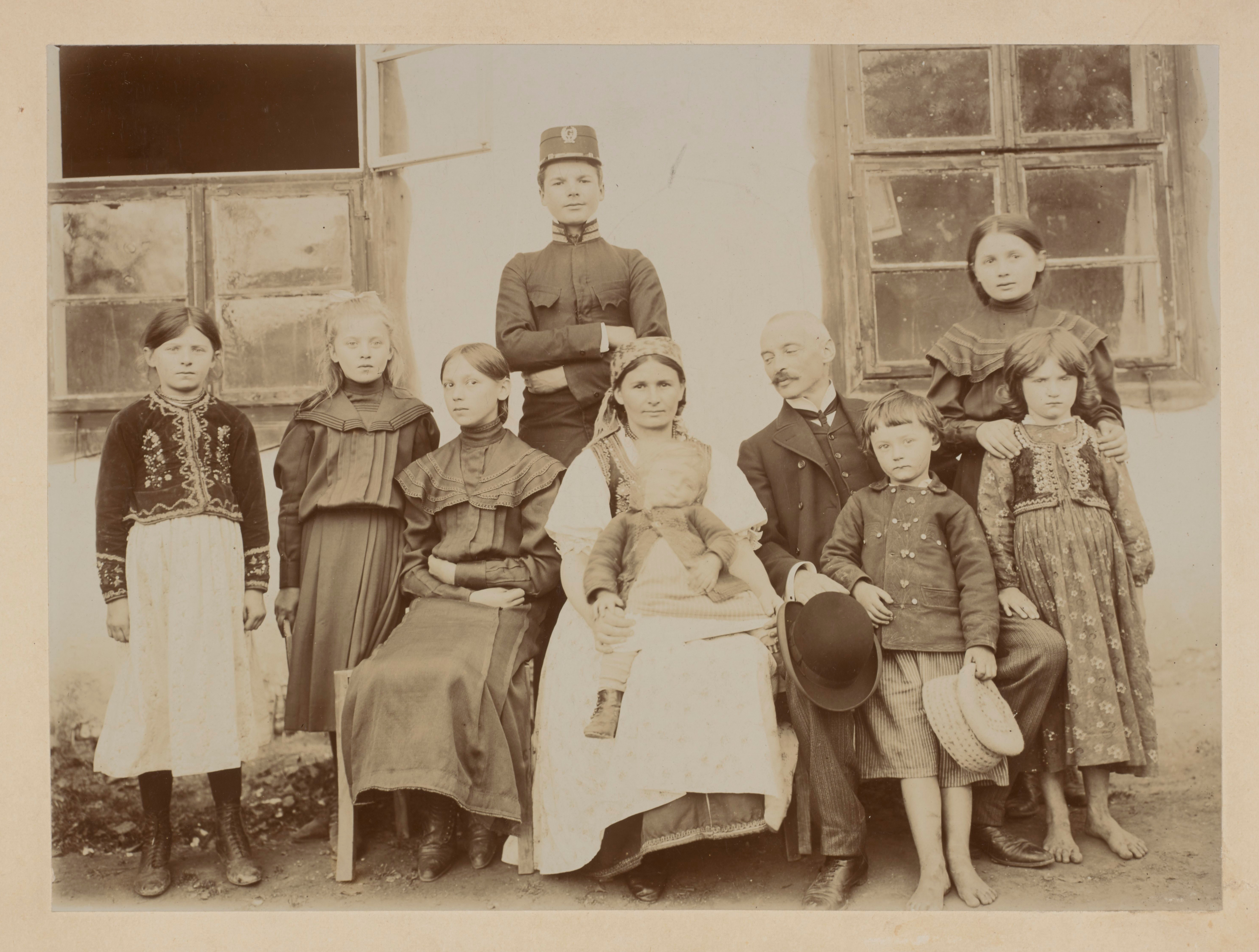
Włodzimierz Tetmajer z rodziną

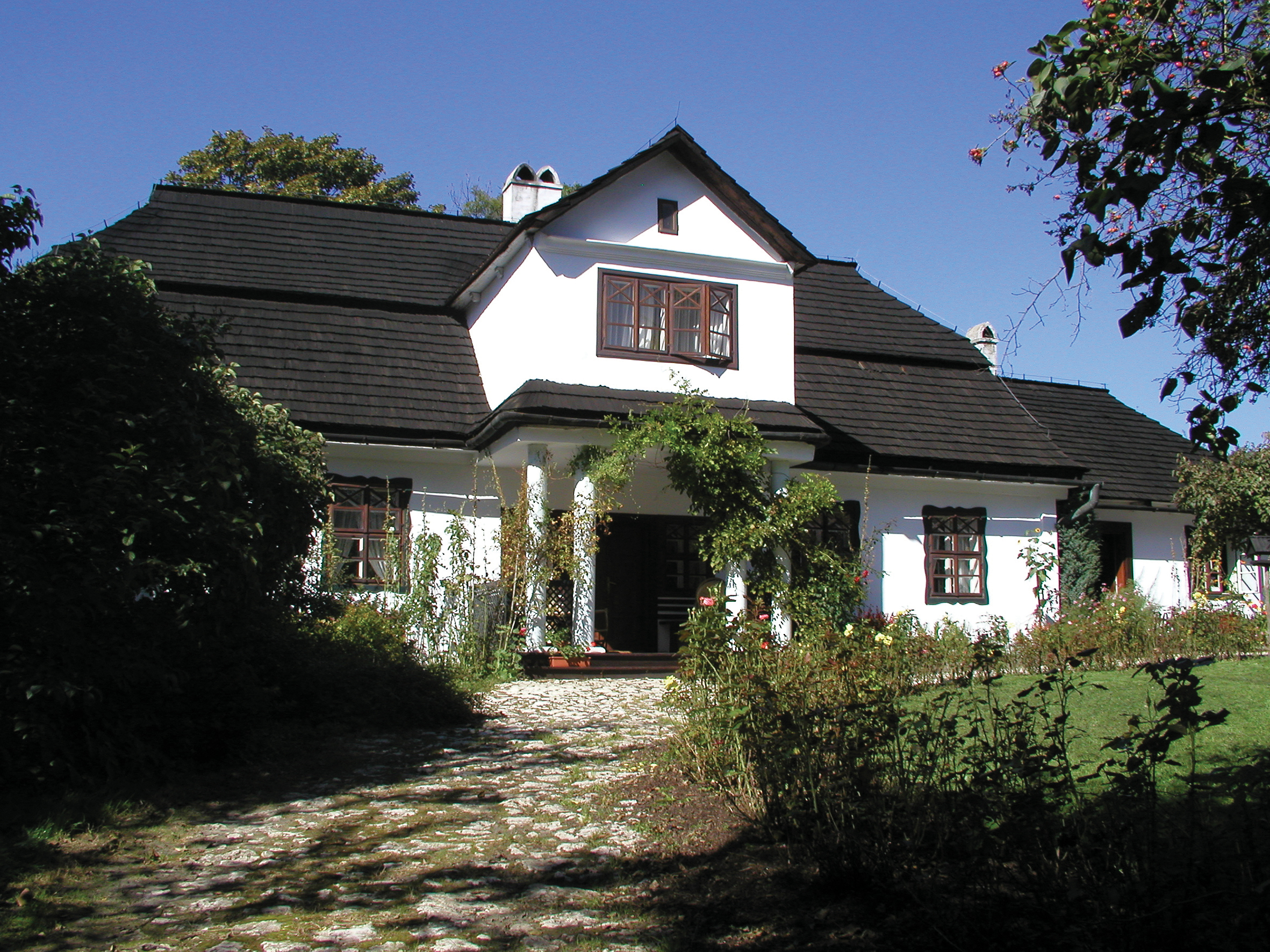
Dworek Tetmajera w Bronowicach od 1903 w wyremontowanym dworku pofranciszkańskim powyżej Rydlówki (fot. 2011)

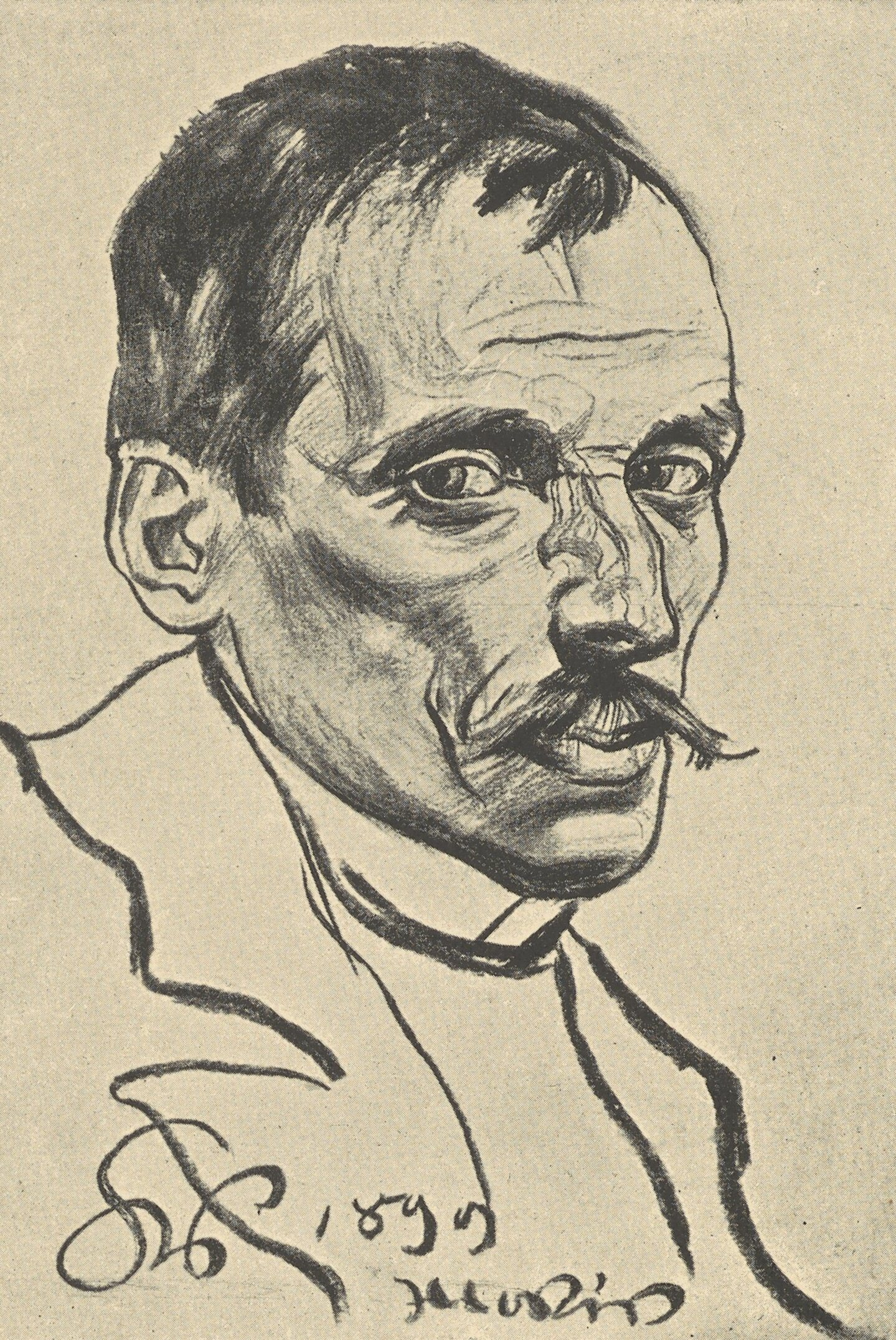
Portret Tetmajera autorstwa Stanisława Wyspiańskiego (1899)

Włodzimierz Przerwa-Tetmajer (ur. 31 grudnia 1861 w Harklowej, zm. 26 grudnia 1923 w Krakowie) – polski malarz i grafik, jeden z czołowych przedstawicieli Młodej Polski; polityk (działacz ludowy i niepodległościowy). Brat przyrodni poety Kazimierza Przerwy-Tetmajera.

## Życiorys
Urodził się jako syn Adolfa Tetmajera i jego pierwszej żony, Leonii z Krobickich. W latach 1875–1886 studiował w Szkole Sztuk Pięknych w Krakowie, następnie krótko w Wiedniu, w latach 1886–1889 w Monachium i w Académie Colarossi w Paryżu oraz w latach 1889–1895 na Oddziale Kompozycyjnym, kierowanym aż do śmierci w 1893 roku przez Jana Matejkę.
W 1890 roku ożenił się z Anną Mikołajczykówną, córką chłopa z Bronowic, gdzie zamieszkali w drewnianym, krytym strzechą domu. Częstym gościem Włodzimierza Tetmajera w Bronowicach był poeta Lucjan Rydel, który za żonę wybrał sobie siostrę Anny Tetmajerowej, Jadwigę Mikołajczykównę. Uroczystości weselne tej pary (20 listopada 1900 roku w domu Tetmajerów) zostały przedstawione w dramacie Wesele Stanisława Wyspiańskiego; Tetmajer został w nim uwieczniony jako Gospodarz. Na osobie Włodzimierza Tetmajera wzorowana była także postać głównego bohatera noweli Bajecznie kolorowa (1897) I. Maciejowskiego-Sewera. Był członkiem Ligi Narodowej.
Był członkiem Wydziału Towarzystwa Gimnastycznego „Sokół” w Krakowie w 1894. W 1911 roku Włodzimierz Tetmajer został posłem do parlamentu austriackiego z ramienia Polskiego Stronnictwa Ludowego. Członek tymczasowego zarządu Polskiego Skarbu Wojskowego w 1912. W grudniu 1913 roku, w trakcie rozłamu w PSL opowiedział się po stronie orientacji solidarystycznej i niepodległościowej. Członek Wydziału Finansowego Komisji Tymczasowej Skonfederowanych Stronnictw Niepodległościowych. Był współzałożycielem PSL „Piast”. Był także współtwórcą „Strzelca” i organizował jego ćwiczenia w Bronowicach. W dniach 25–26 sierpnia 1912 roku uczestniczył w zjeździe irredentystów w Zakopanem. Wszedł do zarządu Polskiego Skarbu Wojskowego. W dniu 10 listopada 1912 roku przewodniczył obradom założycielskiego zebrania Tymczasowej Komisji Skonfederowanych Stronnictw Niepodległościowych, a następnie uczestniczył w jej pracach.
Członek Komitetu Obywatelskiego Polskiego Skarbu Wojskowego w sierpniu 1914 roku. Po wybuchu wojny został delegowany do Naczelnego Komitetu Narodowego. W dniu 28 października 1918 roku wszedł w skład Polskiej Komisji Likwidacyjnej w Krakowie. W styczniu 1919 roku wyjechał na konferencję pokojową w Paryżu, gdzie wraz z Mikołajem Reyem pośredniczył w negocjacjach między zespołem Romana Dmowskiego a przedstawicielami Józefa Piłsudskiego. W okresie wojny polsko-bolszewickiej działał w Komitecie Obrony Państwa na terenie Małopolski Zachodniej jako kierownik sekcji propagandy, pełnomocnik warszawskiej Rady, a wreszcie prezes. Na początku kwietnia 1919 został mianowany przez Ministra Kultury i Sztuki delegatem przy Generalnym Delegacie w Krakowie.
Włodzimierz Tetmajer zaprojektował także odznakę oficerską Związków Strzeleckich (tzw. parasol).
Najsłynniejszym czynem politycznym Włodzimierza Tetmajera była zgłoszona przez niego rezolucja uchwalona przez Koło Polskie w parlamencie wiedeńskim, a następnie 28 maja 1917 roku przez tzw. „Koło Sejmowe” w Krakowie stwierdzająca, że jedynym dążeniem narodu polskiego jest odzyskanie niepodległej zjednoczonej Polski z dostępem do morza.
Był naczelnikiem wydziału wojskowego Polskiej Komisji Likwidacyjnej w 1918 roku.
Na życzenie Józefa Piłsudskiego wszedł w skład Komitetu Narodowego Polskiego w 1919 roku. Był ekspertem delegacji polskiej na konferencji pokojowej w Paryżu w 1919 roku zajmującym się zagadnieniami politycznymi i dyplomatycznymi. Był przewodniczącym Komitetu Obrony Państwowej w Krakowie od 20 sierpnia 1920 roku.
W 1921 roku założył w Wąbrzeźnie Polski Instytut Narodowy, mający bronić spraw polskich na Pomorzu.
Aktem nominacyjnym z dnia 2 sierpnia 1921 naczelnik państwa Józef Piłsudski „na zasadzie art. 6 ustawy z dnia 4 lutego 1921 r. o ustanowieniu Orderu Odrodzenia Polski” powołał Włodzimierza Tetmajera w charakterze członka do Kapituły tegoż Orderu.
Włodzimierz Przerwa-Tetmajer został pochowany w dniu 30 grudnia 1923 na cmentarzu na Pasterniku w Bronowicach Wielkich (obecnie w granicach Krakowa). Według relacji z przełomu 1923/1924 pogrzeb odbył się 29 grudnia 1923 w Bronowicach Małych (mszę żałobną odprawił ks. Czesław Wądolny, a nad grobem przemawiali Wincenty Wodzinowski i Bolesław Pochmarski).
W 1890 ożenił się z Anną Mikołajczyk. Anna Tetmajerowa była pierwowzorem postaci Gospodyni z Wesela autorstwa Stanisława Wyspiańskiego. Mieli córki: Jadwigę (po mężu Naimska), Juliannę Annę zwaną Hanką (1893–1985, od 1923 żona mjr. Stefana Felsztyńskiego), najmłodszą Krystynę. Podczas II wojny światowej jego żona i najmłodsza córka Krystyna wraz z mężem inżynierem leśnikiem, zostali deportowani przez Sowietów w głąb ZSRR, a po odzyskaniu wolności żona i córka (mąż Krystyny i córeczka zmarli w ZSRR) przebywały w Persji, Indiach. Do krakowskich Bronowic żona Tetmajera i córka  wróciły w roku 1946. Anna Tetmajerowa tam zmarła w 1954. Córka Krystyna wyszła powtórnie za mąż za Zbigniewa Skąpskiego, żyła w latach 1911–2009.

## Twórczość
Malował głównie wiejskie sceny rodzajowe (Zaloty, Święcone w Bronowicach, Żeńcy, Orka), a także pejzaże, polichromie kościelne (m.in. w kaplicy królowej Zofii w katedrze na Wawelu, w katedrze w Sosnowcu, w kaplicy Pod Orłami w katedrze św. Mikołaja Biskupa w Kaliszu, kolegiacie Bożego Ciała w Bieczu, bazylice Matki Bożej Anielskiej w Kalwarii Zebrzydowskiej, kaplicy św. Jana Nepomucena w kościele Mariackim w Krakowie).
Od 1897 roku Włodzimierz Tetmajer był członkiem Towarzystwa Artystów Polskich „Sztuka”, następnie grupy Zero, a także założycielem Towarzystwa Polska Sztuka Stosowana. W 1892 roku Tetmajer otrzymał od grona profesorskiego Szkoły Sztuk Pięknych w Krakowie złoty medal dla wybitnych studentów oraz roczne stypendium do Włoch. W 1893 roku obrazy artysty wysłano wraz z innymi płótnami na Wystawę światową do Chicago, a w 1894 roku do San Francisco. Zostały wyróżnione srebrnymi medalami. W 1897 roku Włodzimierz Tetmajer wstąpił do wiedeńskiego stowarzyszenia artystów Secesja. W 1900 roku na Wystawie światowej w Paryżu Włodzimierz Tetmajer otrzymał jeden ze srebrnych medali przyznanych polskim malarzom (m.in. Jackowi Malczewskiemu i Leonowi Wyczółkowskiemu). W 1909 roku wspólnie z malarzem Józefem Uprką był inicjatorem zorganizowania wystawy sztuki polskiej i czeskiej w Hodoninie na Morawach. Wraz z Wincentym Wodzinowskim i Kasprem Żelechowskim współtworzył komitet organizacyjny Pierwszej Wystawy Niezależnych, która miała miejsce w 1911 roku – była to jedna z ważniejszych wystaw malarza, jak i ówczesnego krakowskiego środowiska artystycznego. Włodzimierz Tetmajer napisał wstęp do katalogu tej wystawy, który oceniono wówczas jako „rewolucyjny”. W 1911 roku Włodzimierz Tetmajer otrzymał od Akademii Umiejętności nagrodę za całokształt działalności artystycznej.
Włodzimierz Tetmajer, znany z zamiłowania do tematyki wiejskiej, współpracował z Janem Styką i Wojciechem Kossakiem przy tworzeniu Panoramy Racławickiej (przede wszystkim przy malowaniu postaci chłopów i scen rodzajowych wokół Dziemięrzyc).
Działalność literacka Włodzimierza Tetmajera obejmuje m.in. tom utworów prozą Noce letnie (wyd. 1902, m.in. opowiadanie W noc majową), poemat epicki Racławice (wyd. 1916), tom utworów publicystycznych Silva rerum (wyd. 1914), tom poezji Marsz Skrzyneckiego (wyd. 1916) oraz poświęcony pamięci porucznika 8 pułku ułanów Jana Kazimierza Przerwy-Tetmajera, który poległ 28 lipca 1920 pod Stanisławczykiem w czasie wojny polsko-bolszewickiej 1920 roku, tom poezji Przeznaczenie. Syna mojego pamięci (wyd. pośmiertnie, 1926). Dramat Tetmajera pt. Piast, drukowany we fragmentach w Epitaphium Ignacego Maciejowskiego Sewera (druk UJ 1902), został wystawiony w 1916 na scenie Teatru Miejskiego w Krakowie za dyrekcji L. Rydla.
Włodzimierz Tetmajer opracował Gody i Godnie Święta, czyli okres Świąt Bożego Narodzenia w Krakowskiem wydane w 1898 roku przez Komisję Antropologiczną Akademii Umiejętności w Krakowie oraz wydany w 1907 roku Słownik bronowicki (Zbiór wyrazów i wyrażeń używanych w Bronowicach pod Krakowem).
Włodzimierz Tetmajer projektował scenografie do przedstawień Teatru Miejskiego w Krakowie: Złotej Czaszki, Kordiana (1899) i Snu srebrnego Salomei (1900) J. Słowackiego, Betlejem polskiego L. Rydla (1905), Rycerzy północy H. Ibsena (1907) i Kościuszki pod Racławicami W. L. Anczyca (1911), a także robił ilustracje do książek m.in. do Galicji przedstawionej słowem i ołówkiem (1892) oprac. przez B. Limanowskiego, Biedronie Sewera (wyd. nakładem K. Grendyszyńskiego, Petersburg 1896), Poezyi Katulla (wyd. Druk W. L. Anczyca, Kraków 1898), Zawiszy Czarnego K. Tetmajera (wyd. Gebethner i Spółka, 1901), Betleem Polskiego L. Rydla (wyd. D. E. Friedlein, Kraków 1906).
Włodzimierz Tetmajer walnie przyczynił się do rozwinięcia talentu Antoniego Kucharczyka – wiejskiego poety-samouka. Napisał też przedmowę do jego książki.

## Upamiętnienie
Rysunek maski pośmiertnej Włodzimierza Tetmajera wykonał jego zięć Stefan Felsztyński.
Zorganizowano wystawą prac Włodzimierza Tetmajera, otwartą 1 lutego 1924 w salach pałacu Towarzystwa Przyjaciół Sztuk Pięknych w Krakowie.
Włodzimierz Tetmajer został patronem Szkoły Podstawowej nr 50 w Krakowie – Bronowicach Małych.
Fundacja im. Karola Eugeniusza Lewakowskiego, pierwszego prezesa Polskiego Stronnictwa Ludowego, ustanowiła Nagrodę im. Włodzimierza Tetmajera. Laureatami nagrody byli m.in. Elżbieta i Zbigniew Konstanty, Maria Rydlowa (kustosz Muzeum w Bronowicach) i Janusz Gmitruk (dyrektor Muzeum Historii Polskiego Ruchu Ludowego).
12 grudnia 2013 Sejm Rzeczypospolitej Polskiej podjął uchwałę w sprawie uczczenia pamięci Włodzimierza Przerwy-Tetmajera w 90. rocznicę jego śmierci. Uchwałą Senatu RP X kadencji z 29 listopada 2022, rok 2023 ustanowiono „Rokiem Włodzimierza Przerwy-Tetmajera” w związku z 100. rocznicą jego śmierci.

## Włodzimierz Tetmajer w filmie
W 1972 r. Andrzej Wajda zrealizował film Wesele, w którym w rolę Gospodarza (Włodzimierza Tetmajera) wcielił się Marek Walczewski.

## Odznaczenia
- Krzyż Oficerski Orderu Odrodzenia Polski – „za zasługi, położone dla Rzeczypospolitej Polskiej na polu działalności artystycznej i obywatelskiej"[65] (13 lipca 1921, jako jedna z pierwszych 15 osób odznaczonych Orderem Odrodzenia Polski)[66][67]
- Krzyż Komandorski Orderu Odrodzenia Polski - członkowi Kapituły orderu Odrodzenia Polski (29 grudnia 1921)[68]
- Krzyż Niepodległości – pośmiertnie - za pracę w dziele odzyskania niepodległości (19 grudnia 1930)[69][70]
- Odznaka pamiątkowa „Stanęli w Potrzebie 1920” (1920)[71]
- Gwiazda Górnośląska – pośmiertnie - za udział w powstaniach na Górnym Śląsku w dowód uznania zasług położonych w walkach o wieczyste prawa Śląska piastowskiego (maj 1931)[72]

## Galeria

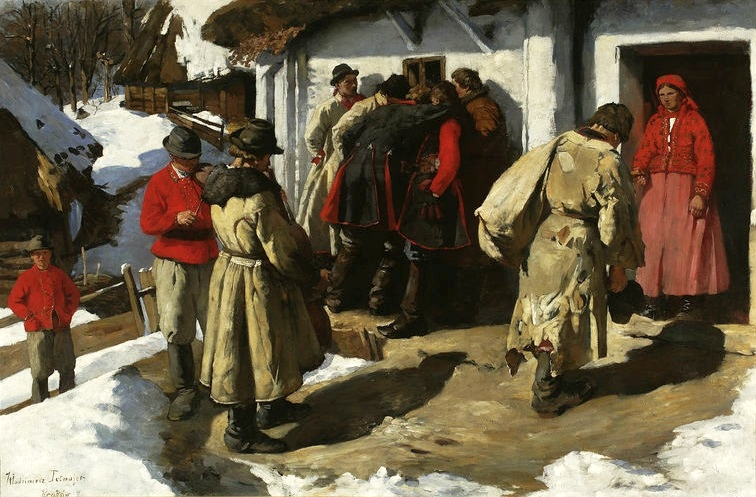
Muzykanci w Bronowicach, 1891
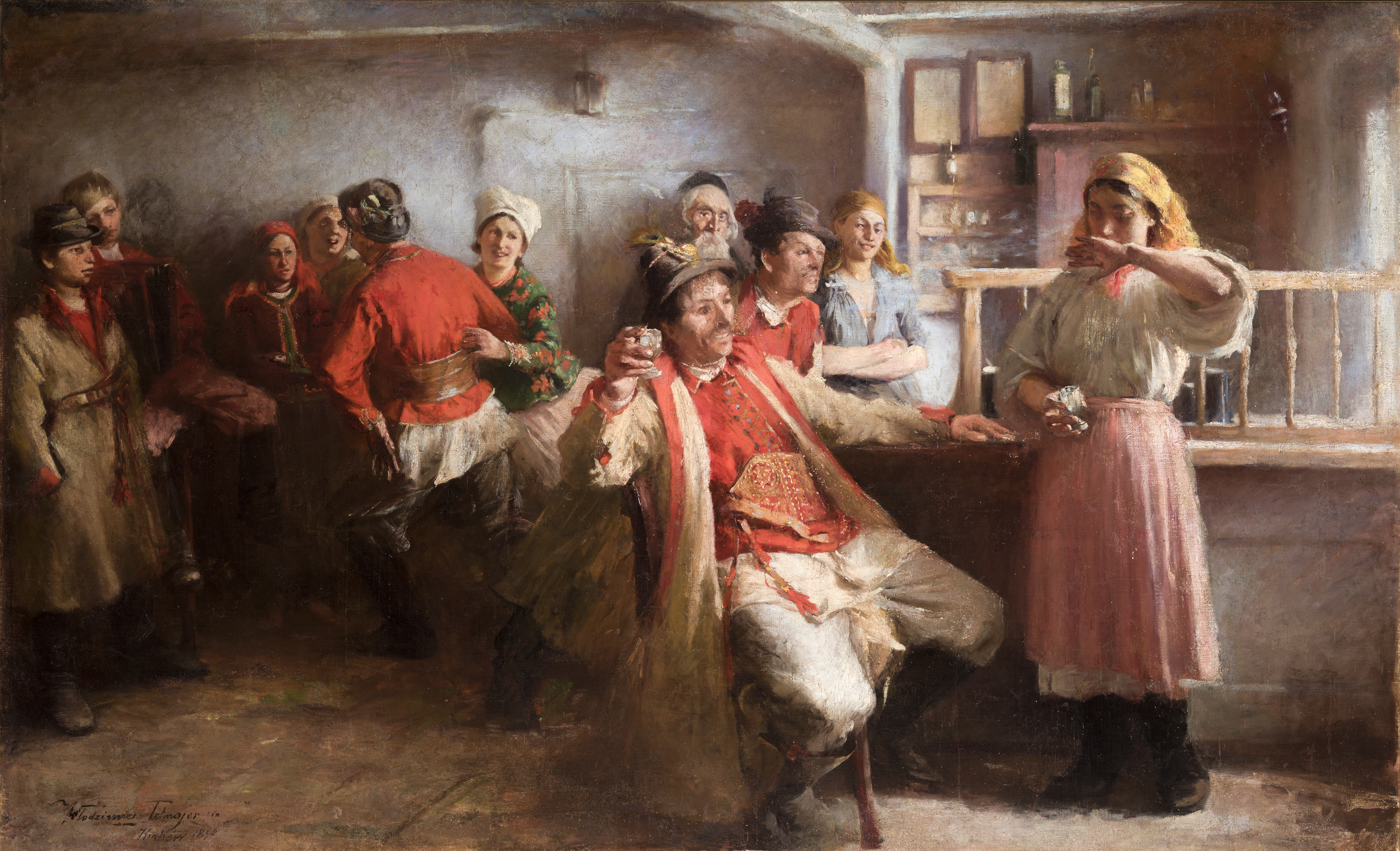
Zaloty, 1894, Muzeum Narodowe w Krakowie
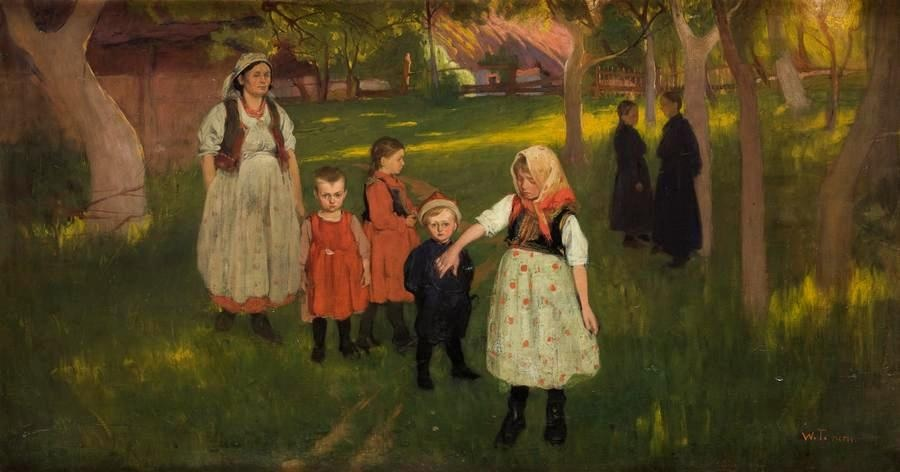
Dorobek (Rodzina artysty), 1905
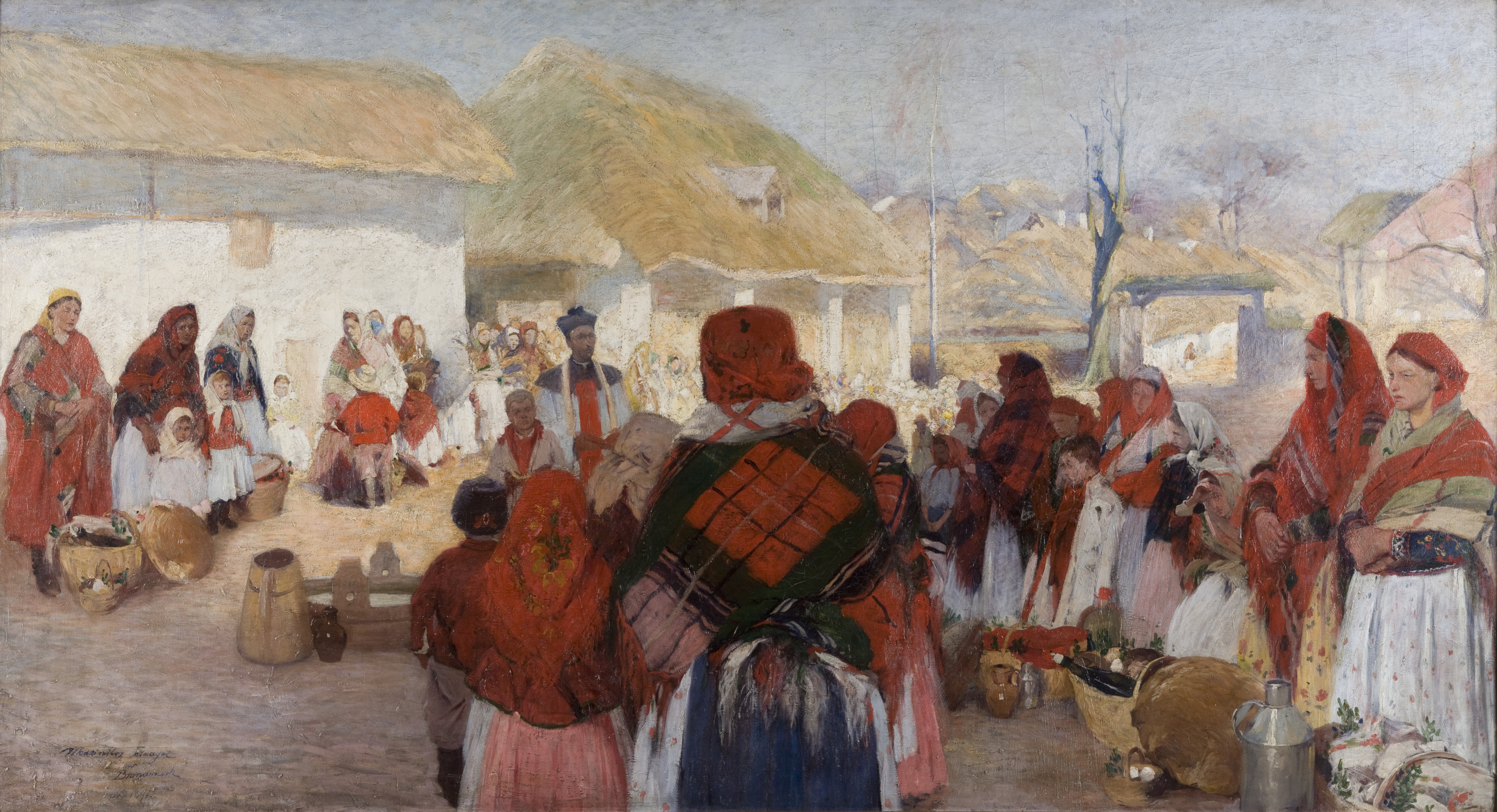
Święcone, 1907, Muzeum Narodowe w Krakowie
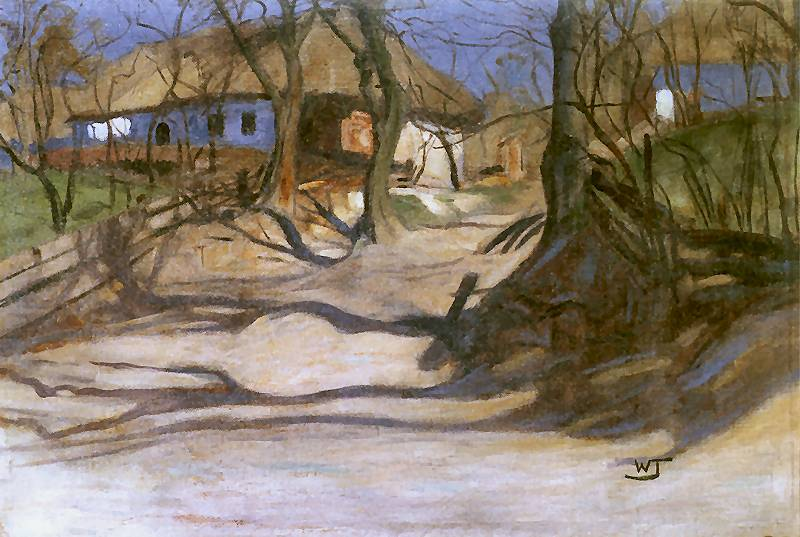
Wiosna w Bronowicach, ok. 1909
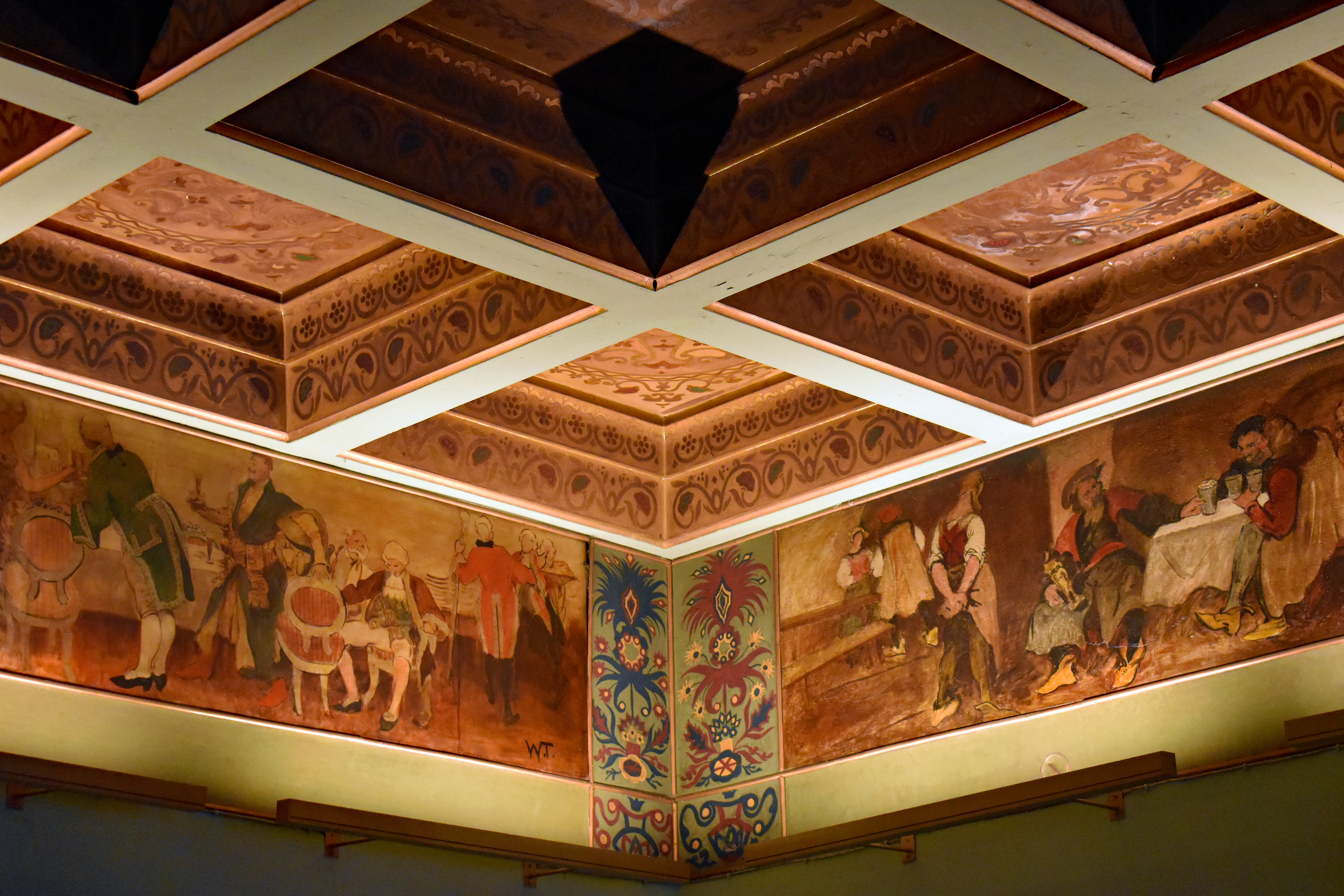
Fragment fryzu z historią mistrza Twardowskiego i sygnaturą Tetmajera. Kraków, Rynek Główny 34, Pałac Spiski „sala Tetmajerowska” Restauracji Hawełka